# Vente a ligar al Oeste
Vente a ligar al Oeste es una película española dirigida por Pedro Lazaga, estrenada el 24 de enero de 1972. Está protagonizada por Alfrendo Landa, José Sacristán, Antonio Ferrandis y Tina Sainz, entre otros.
Se trata de una comedia ambientada en los rodajes de la películas del Oeste en España durante los años 1960-1970. Aunque la película hace referencia a los rodajes en Almería, gran parte de su filmación se hizo en Colmenar Viejo (Madrid).

## Sinopsis
El guardagujas Benito Montilla (Alfredo Landa) se ve involucrado en el rodaje de películas (en particular películas del Oeste) después de un accidente con una carga de dinamita que el director de una de estas películas ha ordenado disparar. Para evitar una indemnización, se le ofrecerá la oportunidad de conocer a la estrella Ursula Malone (Mirta Miller) y de paso acercarse al mundo burlesco del cine en el que desempeñará una gran variedad de papeles. 

## Reparto
| Intérprete                              | Personaje            |
| --------------------------------------- | -------------------- |
| Alfredo Landa                           | Benito Montilla      |
| José Sacristán                          | Paco                 |
| Antonio Ferrandis                       | Don Antonio          |
| Mirta Miller                            | Ursula Malone        |
| Tina Sainz (Tina Saiz)                  | Marisa               |
| Josele Román (María José Román)         | Amiga de Marisa      |
| Mari Carmen Duque (Mary Carmen Duque)   |                      |
| Saturno Cerra                           | Manuel, actor llorón |
| Jaime Segura                            |                      |
| Ernesto Vañes (Ernesto Vañez)           |                      |
| Cristino Almodóvar                      |                      |
| Gonzalo de Esquiroz (Gonzalo Esquiroz)  |                      |
| José Yepes                              | Tony, regidor        |
| Tito García                             | Padre de Lorenza     |
| Alejandro de Enciso                     |                      |
| María Elena Flores                      | Lorenza              |
| Manuel Toscano (Manuel García Toscano)  | Jefe de Casting      |
| José Félix Montoya (Félix José Montoya) | Jefe de vestuario    |
| Isabel García Oribiyi (Isabel García)   | Sirvienta de Ursula  |